# Olav Aukrust
Olav Aukrust (Lom, 21 de janeiro de 1883 – Lom, 3 de novembro de 1929) foi um importante professor e poeta norueguês, tio de Kjell Aukrust.
Nasceu em Lom e, os seus conhecidos poemas de amor trouxeram novo rumo ao panorama literário norueguês. Usando um renovado dialecto, contribuiu para o crescimento do Novo norueguês como uma língua literária.